# Radonice (tvrz)
Tvrziště v Radonicích se nachází na jižním okraji historického jádra vesnice. Podle archeologických nálezů se vznik tvrze datuje na konec 13. století. Lokalita tvrziště je zapsána v Ústředním seznamu kulturních památek České republiky.

## Historie
První písemná zmínka o Radonicích je z roku 1541. Tvrziště vzniklo pravděpodobně ve 13. století a zaniklo v době husitských válek. Ve dvacátých letech 20. století v lokalitě tvrze prováděl archeologický průzkum František Švinger, učitel z Dolního Bukovska. Nálezy jsou uloženy v Městském muzeu v Týně nad Vltavou.

## Popis
Tvrziště se nacházelo na pahorku, který byl obklopen širokým vodním příkopem, na půdorysu nepravidelného kruhu o poloměru 20 m. Příkop je široký 10 až 15 m. Výškový rozdíl mezi dnem příkopu a vrcholem pahorku se pohybuje do 4 m. Na západní, severní a východní straně jsou pozůstatky obranného valu o výšce 1–1,5 m. Průměr celého areálu je 65 m.

## Legenda
S tvrzí je spojována legenda s nemravným životem obyvatel tvrze, za nějž byli potrestáni propadnutím do pekla. Jiná uvádí, že zeman tvrze se upsal krví ďáblu za slib, že za každé bouřky budou padat zlaťáky a pokud se tvrz zaplní až po střechu propadne peklu. Druhý den přišla bouřka a zlaťáky zaplnily tvrz až po střechu a zeman skončil v pekle.